# Quasi-espèce virale
Une quasi-espèce virale est une struture d'une population virale caractérisée par un grand nombre de variants génomiques (phylogénétiquement reliés par des mutations). Les quasi-espèces résultent de deux événements : un taux de mutation élevé faisant apparaître continuellement des mutants, et des changements de la fréquence au fur et à mesure que la réplication et la sélection virales se déroulent.
La théorie prédit qu’une quasi-espèce virale située dans une région faible mais évolutivement neutre et hautement connectée (c’est-à-dire plate) dans le paysage adaptatif surpassera une quasi-espèce située dans un pic de condition physique plus élevé mais plus étroit dans lequel les mutants environnants ne sont pas adaptés,. Ce phénomène est appelé « effet quasi-espèce ».
Le terme quasi-espèce est adopté à partir d'une théorie de l'abiogenèse dans laquelle les réplicons primitifs sont constitués de distributions mutantes, comme cela est découvert expérimentalement avec les virus à ARN actuels au sein de leur hôte,. La théorie donne une nouvelle définition du type sauvage lors de la description des virus et un cadre conceptuel pour une compréhension plus approfondie du potentiel adaptatif des virus à ARN que celui offert par les études classiques basées sur des séquences consensus simplifiées.
Le modèle de quasi-espèce est plus applicable lorsque la taille du génome est limitée et que le taux de mutation est élevé. Il est donc plus pertinent pour les virus à ARN (y compris les agents pathogènes importants) car ils ont des taux de mutation élevés (environ une erreur par cycle de réplication)  bien que les concepts puissent s'appliquer à d'autres entités biologiques telles que les virus à ADN à transcription inverse comme l'hépatite B. Dans de tels scénarios, des distributions complexes de génomes variants étroitement liés sont soumises à la variation génétique, à la compétition et à la sélection et peuvent agir comme une unité. de sélection. Par conséquent, la trajectoire évolutive de l’infection virale ne peut être prédite uniquement à partir des caractéristiques de la séquence la plus apte. Des taux de mutation élevés imposent également une limite supérieure compatible avec les informations héritables. Le franchissement d'une telle limite conduit à l'extinction du virus à ARN, une transition qui est à la base d'une conception antivirale appelée mutagenèse létale et qui présente un intérêt pour la médecine antivirale.
La pertinence des quasi-espèces en virologie a fait l'objet de nombreux débats. Cependant, les analyses clonales standards et les méthodologies de séquençage en profondeur confirment la présence de myriades de génomes mutants dans les populations virales et leur participation à des processus adaptatifs.

## Histoire
La théorie des quasi-espèces est développée dans les années 1970 par Manfred Eigen et Peter Schuster pour expliquer l'auto-organisation et l'adaptabilité des réplicons primitifs (terme utilisé pour désigner toute entité se répliquant), en tant qu'ingrédient des organisations hypercycliques qui relient les informations génotypiques et phénotypiques, en tant qu'élément d'organisations hypercycliques qui relient les informations génotypiques et phénotypiques. étape essentielle à l’origine de la vie,. La théorie décrivait les premières populations de réplicons comme des spectres mutants organisés dominés par une séquence maîtresse, celle dotée de la plus grande aptitude (capacité de réplication) dans la distribution. Il a introduit la notion d'ensemble mutant comme unité de sélection, soulignant ainsi la pertinence des interactions intra-population pour comprendre la réponse aux contraintes sélectives. L'un de ses corollaires est la relation de seuil d'erreur, qui marque le taux de mutation maximal auquel la séquence maîtresse (ou dominante) peut stabiliser l'ensemble mutant. La violation du seuil d'erreur entraîne une perte de domination de la séquence maître et une dérive de la population dans l'espace des séquences,,,.
Les concepts fondamentaux des quasi-espèces sont décrits par deux équations fondamentales : la réplication avec production de copies erronées et la relation de seuil d'erreur. Ils capturent deux caractéristiques majeures des virus à ARN au niveau de la population : la présence d’un spectre mutant et l’effet néfaste d’une augmentation du taux de mutation sur la survie du virus, chacune ayant plusieurs dérivations.
L’existence d’un spectre mutant est d'abord mise en évidence expérimentalement par des analyses clonales de populations de bactériophages à ARN Qβ dont la réplication est initiée par une seule particule virale. Les génomes individuels différaient de la séquence consensus par une moyenne d'une à deux mutations par génome individuel. La condition physique des clones biologiques est inférieure à celle de la population parentale non clonée, une différence également documentée pour le virus de la stomatite vésiculaire (VSV). La capacité de réplication d’un ensemble de population ne coïncide pas nécessairement avec celle de ses composantes individuelles. La découverte selon laquelle une population virale est essentiellement un pool de mutants est arrivée à une époque où les mutations en génétique générale sont considérées comme des événements rares et où les virologues associaient un génome viral à une séquence nucléotidique définie, comme le laisse entendre encore aujourd'hui le contenu des banques de données. La nature nuageuse de Qβ est comprise comme une conséquence de son taux de mutation élevé, calculé en 10 −4 mutations introduites par nucléotide copié, ainsi que de la tolérance des génomes individuels à accepter une proportion indéterminée de mutations nouvellement apparues, malgré les coûts d'adaptation. Le taux d'erreur estimé pour le bactériophage Qβ est confirmé et est comparable aux valeurs calculées pour d'autres virus à ARN,.
Des taux de mutation élevés et des quasi-espèces sont vérifiés pour d'autres virus à ARN sur la base de la dissection des populations virales par clonage moléculaire ou biologique et de l'analyse des séquences de clones individuels. John Holland et ses collègues sont les premiers à reconnaître qu'un monde d'ARN en évolution rapide inséré dans une biosphère basée sur l'ADN a de multiples implications évolutives et médicales,,,,. La plasticité du génome des virus à ARN est suspectée depuis de nombreuses décennies. Les premières observations clés sont les variations des traits viraux décrits par Findley dans les années 1930, les études de Granoff sur les transitions de la morphologie des plaques du virus de la maladie de Newcastle, ou la fréquence élevée des conversions entre résistance aux médicaments et dépendance dans le virus Coxsackie A9, entre autres études sur des animaux. et les virus végétaux au milieu du 20e siècle. Replacées dans le contexte des connaissances actuelles, on se rend compte que ces observations sur les changements phénotypiques n’sont que la pointe de l’iceberg d’une réalité extrêmement complexe des populations virales. Des taux de mutation élevés et une hétérogénéité de la population caractérisent les virus à ARN, avec des conséquences sur la pathogenèse virale et le contrôle des maladies virales. Des études détaillées sur la dynamique des quasi-espèces in vivo sont réalisées avec le virus de l'immunodéficience humaine de type 1 (VIH-1) et le virus de l'hépatite C,,.

### Portée actuelle
La première formulation mathématique des quasi-espèces est déterministe ; il suppose des distributions de mutants à l'état stable en équilibre génétique sans perturbations dérivées de modifications de l'environnement ou de la taille de la population. Ces conditions sont courantes dans les formulations théoriques initiales de phénomènes complexes car elles confèrent une maniabilité mathématique. Depuis lors, plusieurs extensions de la théorie aux conditions de non-équilibre avec des composantes stochastiques sont développées, dans le but de trouver des solutions générales pour les paysages adaptatifs multi-pics. Ces objectifs se rapprochent des quasi-espèces du cas réel des virus à ARN, qui sont contraints de faire face à des variations spectaculaires de la taille de la population et de l'environnement. La recherche sur les quasi-espèces suit plusieurs voies théoriques et expérimentales, notamment des études continues sur l'optimisation évolutive et l'origine de la vie, les interactions ARN-ARN et les réseaux de réplicateurs, le seuil d'erreur dans les paysages adaptatifs variables, la prise en compte de la mutagenèse chimique et des mécanismes de relecture, l'évolution de cellules tumorales, populations bactériennes ou cellules souches, instabilité chromosomique, résistance aux médicaments et distributions de conformations chez les prions (une classe de protéines dont le potentiel pathogène dépend de la conformation ; dans ce cas, la quasi-espèce est définie par une distribution de conformations),. De nouveaux apports à la recherche expérimentale sur les quasi-espèces proviennent du séquençage profond pour sonder les populations virales et cellulaires, de la reconnaissance des interactions au sein des spectres mutants, des modèles de dynamique des populations virales liées à la progression de la maladie et à la transmission des agents pathogènes, et de nouveaux enseignements issus des variantes de fidélité des virus.